# Raphaël Chanterie
Raphaël (Raf) Chanterie (Oeselgem, 22 november 1942) is een voormalig Belgisch politicus voor de CVP.

## Levensloop
Chanterie werd beroepshalve onderwijzer. Van 1979 tot 1981 was hij tevens kabinetsadviseur van premier Wilfried Martens en vervolgens was hij in 1981 enkele maanden kabinetsadviseur van minister van Ontwikkelingssamenwerking Daniël Coens.
Hij werd politiek actief voor de CVP en was van 1971 tot 1972 nationaal secretaris van de jongerenafdeling van de partij. Vervolgens was hij van 1972 tot 1975 secretaris van CVP-partijvoorzitter Wilfried Martens, waarna hij van 1975 tot 1978 politiek adviseur en van 1978 tot 1979 algemeen politiek secretaris van de partij was. Binnen de CVP behoorde hij tot de ACW-strekking.
Van 1981 tot 1999 zetelde Chanterie eveneens in het Europees Parlement. Daarna was hij adviseur van Eurocommissaris Viviane Reding.